# Mãos ao Ar
Mãos ao Ar é uma telenovela brasileira produzida e exibida pela RecordTV entre 6 de dezembro de 1965 e 7 de janeiro de 1966, às 19h, substituindo Quem Bate e pausando a produção de novelas da emissora, que passou por incêndios nos estúdios na época. Foi escrita e dirigida por Marcos César. Uma sátira do Velho Oeste, trouxe vários personagens históricos reais, mas sem compromisso com a realidade, uma vez que todos coexistiam mesmo não vivendo na mesma época na vida real. Ronald Golias interpretava três personagens: Tom Matt, o alquimista maluco Prof. Bartolomeu Guimarães e o malandro local Carlo Bronco Dinossauro.
Conta com Jô Soares, Ronald Golias, Carmem Verônica, Roni Rios, Otello Zeloni, Consuelo Leandro, Zilda Cardoso e Manuel de Nóbrega nos papéis principais.

## Enredo
No Velho Oeste americano, a cidade de San Jose vive o caos sob o domínio de diversos famosos bandidos. O Xerife Jones (Roni Rios) manda chamar dois caçadores de recompensas, Dom Pedrito (Jô Soares) e Tom Matt (Ronald Golias), para dar um jeito, porém os dois são completamente abobalhados e atrapalhados, vivendo as custas dos planos da cortesã Lolita.

## Elenco
| Ator                      | Personagem                 |
| ------------------------- | -------------------------- |
| Jô Soares                 | Dom Pedrito                |
| Ronald Golias             | Tom Matt                   |
| Ronald Golias             | Prof. Bartolomeu Guimarães |
| Ronald Golias             | Carlo Bronco Dinossauro    |
| Carmem Verônica           | Lolita                     |
| Roni Rios                 | Xerife Jones               |
| Otello Zeloni             | Bonnie                     |
| Consuelo Leandro          | Clyde                      |
| Zilda Cardoso             | Jane Calamidade            |
| Manuel de Nóbrega         | Buffalo Bill               |
| Carlos Alberto de Nóbrega | Jesse James                |
| Viana Júnior              | Billy the Kid              |
| Adoniran Barbosa          | Pablo                      |
| Borges de Barros          | Prefeito Thompson          |
| Monsueto Menezes          | Jackson                    |
| Cláudio Lopomo            | Paco                       |
| Valery Martins            | Pepa                       |
| Gledi Marisa              | Belinda                    |
| Durval de Souza           | Doc                        |